# Unmarried (film 1920)
Unmarried è un film muto del 1920 diretto da Rex Wilson.

## Trama
La figlia di un gentiluomo sposa un uomo di più bassa condizione. Lui, anni dopo, si innamorerà della figlia illegittima della moglie.

## Produzione
Il film fu prodotto dalla Granger Films.

## Distribuzione
Distribuito dalla Granger Films, il film uscì nelle sale cinematografiche britanniche nell'aprile 1920.